# 噴火

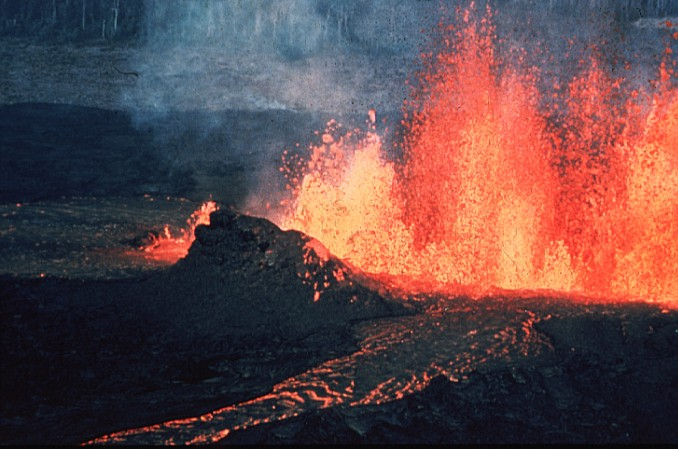
火山噴火

噴火（ふんか、英: eruption）とは、火山からマグマや火山灰などが比較的急速に地表や水中に噴き出すことである。
火山活動（かざんかつどう、英: volcanic activity）の一つで、マグマの性質によって、規模や様式に様々なものがある。
気象庁では、火口から固形物が水平あるいは垂直距離でおよそ100 - 300mの範囲を越したものを「噴火」として記録することになっている。

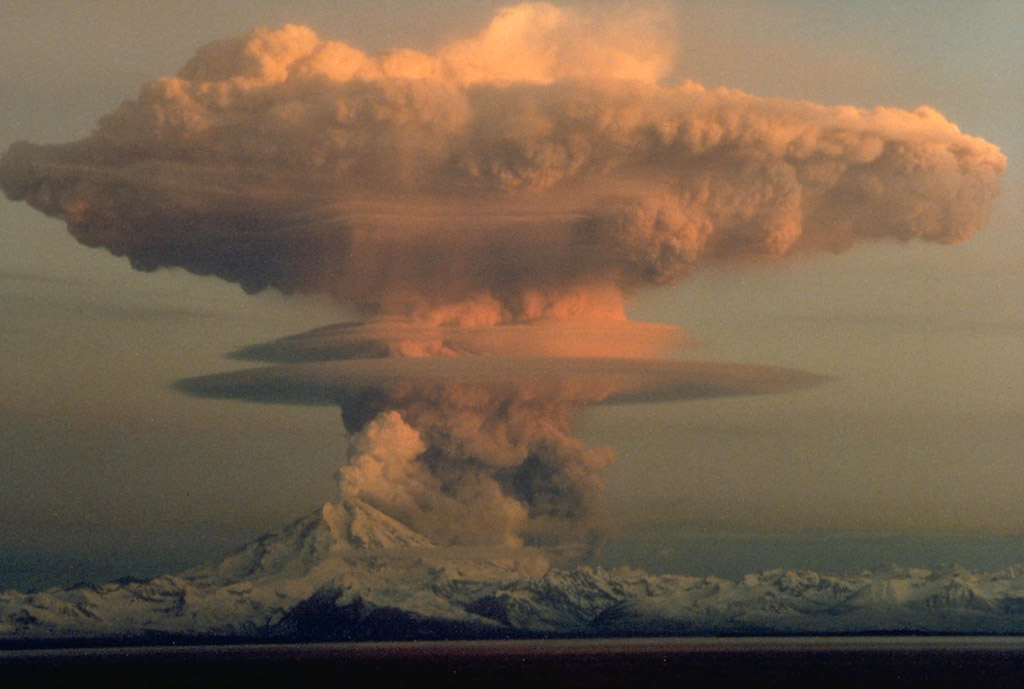
アラスカのリダウト山の大噴火

## 噴火様式

### 噴火様式一覧
噴火は、様々な条件下で種々の様式をとる。
火山学者は、これを、代表的なタイプに分類し、命名している。
| 様式名             | 英名                     | イメージ | 激しさ          | 噴煙頂部の高さ        | 時間スケール | 主な噴出物                                       | 主な形成される地形     | 主な岩石           | 備考 |
| ------------------ | ------------------------ | -------- | --------------- | --------------------- | ------------ | ------------------------------------------------ | ---------------------- | ------------------ | --- |
| 水蒸気噴火         | phreatic eruption        |          | 爆発的          | 10km以下程度          | 数時間～1日  | 水蒸気・水・火口周辺の固形物                     | マール                 | -                  | 火山活動によって熱せられた地下水や水蒸気が、地表の固形物を吹き飛ばして急激に放出され、本質物を含まないイベントを水蒸気噴火・或いは水蒸気爆発という。しばしば火口噴出型のラハールを伴う。 |
| マグマ水蒸気噴火   | phreatomagmatic eruption |          | 爆発的          | 数km～10km以上        | 数時間～数日 | 水蒸気・火口周辺の固形物・火山豆石・ベースサージ | マール・タフリング     | 玄武岩～流紋岩     | 火山活動によって熱せられた地下水や水蒸気が、地表の固形物を吹き飛ばして急激に放出され、本質物をある程度含むイベントをマグマ水蒸気噴火・或いはマグマ水蒸気爆発という。ウルトラブルカノ式噴火（英: Ultravulcanian）、スルツェイ式噴火（英: a Surtseyan）とも呼ばれ、特に大規模なものは水蒸気プリニー式噴火（英: Phreatoplinian）と呼ばれる。 |
| ハワイ式噴火       | a Hawaiian               |          | 非爆発的        | -                     | ～数十年     | 溶岩流                                           | スパター丘・溶岩流     | 玄武岩             | 苦鉄質マグマで堆積物が溶岩流主体のものを指す。火口が点状ではなく、線状なものは割れ目噴火（英: fissure eruption）と呼ばれる。複成火山の場合は楯状火山を形成する。噴出量・噴出率が極めて大きいイベントは洪水玄武岩と言われる。 |
| 溶岩ドーム         | lava dome                |          | 非爆発的        | -                     | ～数年       | 溶岩ドーム・火砕流                               | 溶岩ドーム             | 流紋岩・デイサイト | 珪長質マグマがゆっくりと噴出・火口上に蓄積しドーム状に成長したもの。しばしば一部或いは全部が崩壊してblock-and-ash flowタイプの火砕流が発生する。頂部が平坦なものは溶岩平頂丘と言われる。 |
| ストロンボリ式噴火 | a Strombolian            |          | 爆発的 非爆発的 | 数十～数百m 数千m以下 | 数秒 断続的  | スパター スコリア・溶岩流                        | スコリア丘             | 玄武岩 安山岩      | 狭義では、苦鉄質マグマの火山で赤熱溶岩片が火口から瞬間的かつ周期的に放出にされ、火山灰はほとんど伴わない噴火を指す。広義では、噴煙の高さが1000m程度以下でスコリアや溶岩流を主体としてスコリア丘を形成するような噴火を指す。 |
| ブルカノ式噴火     | a Vulcanian              |          | 爆発的          | 10km以下              | 数秒～数分   | 火山砕屑物                                       | 火砕丘・降下火砕物     | 安山岩             | 噴煙を形成するよう爆発的な噴火が瞬間的に、一定の間隔で発生する。 |
| 準プリニー式噴火   | Subplinian               |          | 爆発的          | 10km以下              | 数時間～数日 | 火山砕屑物                                       | 火砕丘・降下火砕物     | 安山岩・デイサイト | 連続的で爆発的な噴火が数時間～数日継続する噴火。噴煙は成層圏には達せず、プリニー式噴火と比べると噴出率は低い。ベスビオ式火山（英: a Vesuvian）とも呼ばれる。 |
| プリニー式噴火     | Plinian                  |          | 爆発的          | 10km以上              | 数時間～数日 | 火山砕屑物                                       | 降下火砕物・火砕流台地 | 流紋岩・デイサイト | 連続的で噴煙が成層圏に到達するような爆発的な噴火が数時間～数日継続する噴火。しばしば噴煙柱崩壊型の火砕流が発生する。プリニー式の中でも特に大規模（噴出率が高い）なものは、超プリニー式噴火（英: ultraplinian）、破局噴火（英: super-eruption）などともいわれる。                                                                          |

## マグマ噴火
マグマ（本質物質）が直接地表に噴出する噴火をマグマ噴火という。
ハワイ式噴火
キラウエア山、マウナ・ケア山など、ハワイ島の火山でよくみられる噴火様式。流動性が高く、揮発性成分が少ないマグマが起こす噴火。爆発は起こらず、大量の溶岩が高速で流出する。
ストロンボリ式噴火
イタリアのストロンボリ火山でよくみられる噴火様式。ハワイ式噴火より少し流動性の低いマグマが、間欠的に小爆発を繰り返し、スコリアや火山弾を放出する。液体状の溶岩流も見られる。
ブルカノ式噴火
ストロンボリ火山に近いブルカノ火山でよくみられる噴火様式。流動性が低い粘性が高い安山岩質マグマの場合に多く、近年における桜島や浅間山の噴火に相当。爆発に伴って、火山灰、火山礫、火山岩塊を大量に噴出する。溶岩流は、半ば固化した塊状溶岩（ブロックラバー）となって、流動速度は遅い。ブルカノという名称は、英語の Volcano（火山）の語源となった。ちなみに、日本の火山はこの噴火が最も多い。
プレー式噴火（プリリー式噴火）
成長中の溶岩ドームがプリニー式噴火など爆発的な噴火によって破壊され、block-and-ash flowタイプの火砕流が発生する噴火。ムラピ山（2006年）、セント・ヘレンズ山（1980年）など。語源となったプレー山（1902年）はプリニー式噴火。
プリニー式噴火
ローマ時代のポンペイ、ヘルクラネウムなどを埋めたことで有名な、79年のヴェスヴィオ火山の噴火の様式。この噴火を詳細に観察し、後世に記録を残したプリニウスにちなんで、プリニー式と命名された。基本的には、ストロンボリ式噴火の大規模なものである。火山灰や軽石などから構成される噴煙柱は、成層圏に達する。この噴煙柱が崩壊すると、巨大な火砕流（中規模火砕流）が発生し、広範囲に被害を及ぼす。富士山（宝永大噴火）、浅間山（1783年天明噴火）など。
準プリニー式噴火
プリニー式噴火とストロンボリ式の中間のような噴火を準プリニー式噴火といい、間欠的に軽石の降灰や空振を伴う噴火を繰り返す。
ウルトラプリニー式噴火（カルデラ噴火、破局噴火）
プリニー式噴火の中でも火山爆発指数（VEI）6以上の噴火を指す。発生頻度はそれほど多くないが数十万年から数百万年周期で発生し、火山の噴火としては最大級。VEI6レベルの噴火で最も最新のものは1991年のフィリピンの、ルソン島にあるピナトゥボ山であり、VEI7 - 8クラスの噴火を起こした火山は、トバ湖、イエローストーン、鬼界カルデラ等がある。カルデラ噴火と呼称されることもあるが、爆発的ではないハワイ式噴火でもカルデラは形成されることがある。
洪水玄武岩
洪水玄武岩は、数千万年に1回程度発生する。地表が大規模に割れ、大量の溶岩が短期間に地表に供給される。例えば、インドのデカン高原の玄武岩面積は、日本全土の約1.5倍に相当する。発生原因について、最近、プルームテクトニクスで議論されている。

## 水蒸気噴火
マグマ（本質物質）が地表に噴出しない噴火。
火山体内部の水がマグマに間接的に温められてマグマを伴わず噴出する現象を水蒸気爆発という。 爆発的な噴火だが規模はあまり大きくなく火山灰を噴出する程度の噴火も含まれるため、日本では水蒸気噴火と呼称することが一部の火山学者から提案されている。

## マグマ水蒸気噴火
マグマと大量の水蒸気が地表に噴出する噴火。
水がマグマに直接触れて水蒸気爆発を起こしマグマと共に噴出する現象をマグマ水蒸気爆発という。爆発的な噴火。

## 噴出物の成分による影響
火山の噴火の様式は、マグマの流動性と噴火時の揮発性成分の量とに依存して、大きく異なるものとなる。特に、揮発性成分の量はマグマの爆発性を左右し、揮発性成分が多いほど、火山灰や溶岩を高く吹き上げる大きな爆発となる。
1. 流動性が高く、マグマから揮発性成分が逃げてしまうため、噴火時の揮発性成分が少ない場合 - ハワイ島の火山の噴火のように、静かに溶岩流が流れ続ける噴火となる（ハワイ式噴火）。
2. 流動性がやや高く、マグマから揮発性成分が逃げにくいため、噴火時の揮発性成分が比較的多い場合 - 1986年の三原山（伊豆大島）噴火の初期のように、溶岩がカーテンのように高く幅広く噴出する（ストロンボリ式噴火）。
3. 流動性が低く、また何らかの理由で噴火時の揮発性成分が少ない場合 - 昭和新山の噴火のように、大きな爆発や溶岩流出はなく、溶岩ドームが形成される。
4. 流動性が低く、マグマから揮発性成分が逃げられないため、噴火時の揮発性成分が多い場合 - 浅間山や桜島のような爆発的な噴火になる（プリニー式噴火）。

なお、1回の噴火は、短時間で終わる場合もあれば、数か月以上続く場合もある。特に、長期間の噴火においては、噴火様式が時間の経過につれて変化することがある。例えば、始めのうちは揮発性成分が多く、溶岩や火山灰を高く吹き上げていても、途中から揮発性成分が減り、火山灰を吹き上げることができなくなることがある。そして、噴火の後半には、揮発性成分が抜けてしまい、溶岩を流出させて噴火が終了する。このような時系列での変化の事例として、浅間山の天明の大噴火の例を示す。
- 大量の火山灰を空高く噴出（天明降下軽石）→地上を火砕流が襲う（吾妻火砕流・鎌原火砕流）→溶岩を流出（鬼押し出し溶岩）

## 噴出物の量による影響
成分の影響以外に、噴出物の量や噴出速度などによって、噴火様式や被害の大きさが激しく異なる。噴出量が大きい極端なものを2例挙げる。
ラカギガル割れ目噴火
上述2の条件で、1回の噴出量が桁違いに大きい場合、噴出されたガスが地球を覆い、異常気象による不作などを引き起こす。その一例である1783年のアイスランドのラキ火山の噴火（ラカギガル割れ目噴火）の場合、噴火した約130個の火口列の長さは25kmに及び、多量の溶岩を噴出した。ただし、噴火が人里から離れた場所で起きたため、溶岩による被害は軽微であった。しかし、大量の有毒な火山ガス（1億tの亜硫酸ガスと800万tのフッ化水素）が放出され、アイスランドの家畜の50%、人口の20%が失われた。また、成層圏にまで上昇した火山ガス起源の霧（硫酸ミスト等）が北半球を覆ったことにより、地上に達する日射量が減少して、世界的に気温が低下した。なお、この噴火がのちのフランス革命を引き起こすきっかけになったと言われている。日本では、同年に発生した浅間山の大噴火（天明の大噴火）の影響と重なり、東北地方で膨大な数の餓死者を出した天明の大飢饉を引き起こした。
阿蘇カルデラや姶良カルデラの噴火
上述4の条件で、1回の噴出量が桁違いに大きい場合、長径数km - 十数kmのカルデラを形成するような非常に大規模な噴火となる。日本列島においては、9万年前の阿蘇カルデラの噴火や姶良カルデラ（桜島北側の錦江湾全体）の噴火が、その代表的な事例として知られている。阿蘇カルデラの噴火では、火砕流が熊本県と大分県の大半と宮崎県北部を覆った。また、姶良カルデラの噴火では、火砕流によってシラス台地が形成された。これらの噴火により噴出した火山灰は、日本全土にも降り積もり、大量のマグマが抜けた跡には、巨大なカルデラが形成された。これらのような大型カルデラを形成するような噴火では、1回の噴火で火砕流によって、厚さ数m - 100m以上、半径数十km以上に渡って軽石が堆積し、同時に噴出した広域テフラが、日本列島の半分以上を覆うことが多い。これらのような噴火を起こすカルデラは、阿蘇カルデラ以南の九州地方と東北・北海道地域によく見られる。

## 噴火の場所
火山は噴出する場所、特に水の存在によって噴火の様式が大きく変わる。
スルツェイ式噴火（ウルトラブルカノ式噴火）
水面近くでの噴火や、マグマが地下の浅い所で地下水と出会った場合は、水が瞬時に沸騰し、体積膨張を起こすため、爆発的なマグマ水蒸気爆発が起きる。従来はウルトラブルカノ式噴火と呼ばれていたが、スルツェイ島の噴火が典型的なウルトラブルカノ式噴火だったため、こう呼ばれるようになった。
氷底噴火（氷河底噴火）
巨大な氷河の下で火山が噴火した場合は、海底火山と同様の形態となるが、噴火の規模が大きく、氷床を解かしてしまった場合、氷河の下に巨大な湖（氷底湖）ができ、氷河の壁は大量の水の重さを支えきれずに決壊し、家や橋まで流してしまう大規模な洪水が発生する。この大洪水をヨークルフロイプと呼ぶ。
水中噴火
水中に噴出した場合は水中噴火と呼ばれる事がある。
海底噴火
海底火山などが水深の深い所で噴火した場合、水圧が高いために爆発は起こらず、噴出した溶岩は海水で急に冷やされ、枕状溶岩あるいはハイアロクラスタイトとなる。

## 噴火の規模

### 火山爆発指数
爆発の規模を表す指標として、火山爆発指数（VEI）が国際的に使用されている。大規模な火山噴火を指して大噴火（だいふんか）と呼ぶことがあるが、火山学においては「東京ドーム約250杯分以上（約3億m3以上）の噴出物を出す噴火（概ねVEI2以上）」が大噴火であると定義されている。

### 噴火マグニチュード
火山爆発指数は噴出物の量に基づいて区分され、エネルギー量を表していないため、日本の火山学者である早川由紀夫(1993)は、噴火マグニチュードを提案している。

#### 計算式
但し、「m＝噴出物の質量 (kg)」とし、水蒸気爆発の場合は既存岩体を含んだ噴出物量とする。また、岩屑なだれ等の崩壊堆積物の体積は含まない。

#### 条件
客観性を保つ為の条件として、
1. 10km 以上離れた地点から同時に噴火が生じたときは、各々を別の噴火とする。
2. 噴火M によって余効期間を設ける、M < 3 の時は、1年。M >= 3 の時は、10年。この余効期間に発生した噴火は、それまでの M を超えない限り新たな噴火として扱わない。

### マグマ噴出量
噴火によってもたらされる噴出堆積物には、元のマグマのもの（本質物質）と噴火で破壊された火山の山体や基岩由来のもの（類質物質）があるが、それぞれの厳密な量を求めることは難しい。
そのため、マグマ由来の本質物質で構成されているものと近似して換算算出したものを「マグマ噴出量」と呼んでいる。単位には km3 に DRE : Dense Rock Equivalent が付加表記される。つまり、全ての噴出物を溶岩と同じ比重にした場合の相当体積を表す指標である。
本質物質においても、火砕流や火山灰（降下火砕物）などのイベントの違いで、噴出堆積物は比重が異なり、マグマがおよそ2.5g/cm3であるのに対し、火砕流や火山灰での堆積物はおよそ1.0g/cm3とされている。つまり、DREで表された噴出量よりも、火砕流や火山灰での堆積物はさらに多くなる。

## 火山灰
火山灰とは、噴火に伴って生じる火山岩が直径2mm以下に砕けたものを指す。
火山灰の主な発生原因としては
- 火山の爆発[11]
- 高温の岩なだれが火山山腹を流下[11]
- 溶岩の飛沫飛散時[11]

などがある。
火山灰の色・大きさなどの外見は火山および噴火の種類で異なり、色は明るい灰色から黒色まで、大きさも小石サイズから化粧用パウダーなどの細かい粒子までと千差万別である。
空中を浮遊する火山灰は太陽光を遮り視界を悪化させるほか、細かい粒子同士の衝突・摩擦により電気を帯び、雷や稲妻を発生させる原因ともなる。また、微粒子サイズの火山灰は大規模な噴煙と共に風の影響を受けて風下へ流される場合もある。生成直後の火山灰は酸性皮膜に覆われており、これは人体が吸引するなどすると肺や目に対して刺激的な弊害を与え、健康被害の原因となるほか、降り積もれば周辺地域の水質に悪影響を与える場合があり、同時に植物への悪影響、農作物不作の原因ともなる。この皮膜は降雨によってすぐに取り除かれる。
大量に降り積もった火山灰は火山地域でそれまでの土壌と混じり合い、肥沃な表土層となる。多くの火山地域周辺に肥沃な土壌が多いのは、古い火山灰堆積物の地層が存在することが要因となっている。

### 註釈
1. ↑  火口を除く。
2. ↑  例えば玄武岩でもプリニー式噴火が起こりえるが、ここでは単純化して詳細な記述は省いた。
3. ↑  噴出堆積物が溶岩の場合、比重はマグマと同程度なので、DRE換算体積はぼマグマの体積に一致するが、見かけの体積で2.5 km3の降下火砕物の場合、DRE換算体積では1 km3となる。[10]